# Tapinocyba silvestris
Tapinocyba silvestris là một loài nhện trong họ Linyphiidae.
Loài này thuộc chi Tapinocyba. Tapinocyba silvestris được miêu tả năm 1973 bởi Georgescu.